# Йеротей Рилски
Йеротей е български духовник, проигумен на Рилския манастир.

## Биография
Роден е около 1732 година в град Банско, тогава в Османската империя. Брат е на Серафим Дабробосненски. Замонашва се в Рилския манастир, където става проигумен. В 1760 година е таксидиот в Лесновския манастир. Йеротей е автор на летописни бележки относно по-значителни събития в Рилския манастир от средата на XVIII век. В края на ръкописа на Йеротей е добавено:
| „ | Написа се тази история от йеромонах Йеротей, брат на добробосненския митрополит Серафим, когато бе в постницата през 1772 г. | “ |

По-късно Йеротей взима при себе си Никола Петров Бенин от Банско, бъдещия Неофит Рилски, за да го образова и възпита. В 1820 година йеромонах Йеротей умира в Рилския манастир.